# Bdellodes reticulata
Bdellodes reticulata är en plattmaskart som först beskrevs av Warren T. Atyeo 1960.  Bdellodes reticulata ingår i släktet Bdellodes och familjen Bdellouridae. Inga underarter finns listade i Catalogue of Life.